# Forbáth Péter
Forbáth Péter, névváltozata: Forbát (Debrecen, 1925. július 1. – Toronto, 2024. április 19.) magyar-kanadai gyermekgyógyász, kardiológus, műgyűjtő.

## Élete
Forbát Herman (1889–1945) kórházi főorvos és Meisels Mária (1897–?) gyermekeként született zsidó családban. A dél-erdélyi Marosillyéből származó apja 1913-ban Feigenbaumról nevét Forbátra változtatta, utónévként az Ernőt is használta. Nagybátyja szintúgy az orvosi hivatást gyakorolta. A második világháború idején apját a dachaui koncentrációs táborba deportálták, ahol életét vesztette. Édesanyja túlélte a holokausztot.
Középiskolai tanulmányait 1935 és 1943 között a debreceni Calasanzi Szent József Gimnáziumban végezte. Ezután a debreceni Tisza István Tudományegyetem Orvostudományi Karának hallgatója lett. Az egyetem harmadik és negyedik évében a Marosvásárhelyi Egyetemre járt, majd 1949. február 19-én a budapesti Pázmány Péter Tudományegyetemen avatták orvosdoktorrá.
1949-től a Petényi Géza által vezetett II. sz. Gyermekgyógyászati Klinikán kezdte meg gyermekgyógyászati gyakorlatát, majd érdeklődni kezdett a kardiológia és a szívkatéterezés iránt. Tagja volt annak a csapatnak, amely először hajtott végre szívkatéterezést és gyermek szívműtétet a vasfüggöny mögött. Akkoriban mentora a kardiológiai osztályt megszervező Fonó Renée volt, akihez később is szoros barátság fűzte.

### Az emigrációban
Az 1956-os forradalmat követően Kanadába emigrált, ahol a torontói Saint Michael Hospitalban kezdett el dolgozni, azonban haláláig megmaradt a kapcsolata Magyarországgal, és többször is hazalátogatott. Fiatal kora ellenére megkapta feladatául a kardiológiai osztály és a kardiológiai invazív laboratórium megszervezését és vezetését. Itt ő végezte el az első szívkatéterezést is. Mindezek mellett mint gyermekgyógyász is tevékenykedett, aminek eredményeképpen a Saint Joseph kórházban a gyermekgyógyászati osztály vezetőjének kérték fel, ahol később megalapította a Just For Kids alapítványt.
Közbenjárásának köszönhetően került Magyarországra először szívmotor, és azzal is segítette a magyar orvosokat, hogy szakmai gyakorlaton vehettek részt a Saint Michael Hospitalban. Amikor Magyarországon még nem végeztek korszerű bypassműtéteket, első hazai szakmai útján, 1973-ban egy kanadai orvoscsoporttal demonstrált ilyen műtéteket a Szabolcs Utcai Kórház Littmann Imre által vezetett sebészeti klinikáján.
Több mint harminc éven keresztül rendszeresen utazott az Ontario tartomány északi részén elhelyezkedő Timminsbe, ahol rászoruló betegeket kezelt.
2000 és 2002 között betöltötte az Amerikai Magyar Orvos Szövetség (HMAA) elnöki tisztségét, később a szövetség örökös tagja lett. A magyar tagozat évente megrendezett balatonfüredi konferenciáján rendszeresen tartott előadásokat, s mentorálta a magyar orvostanhallgatókat.
Képgyűjteménye főleg a magyar Nyolcak remekeiből áll. Az ő közreműködésével sikerült elintézni a ma a debreceni Déri Múzeumban látható Munkácsy-trilógia hazakerülését, és neki köszönhető, hogy előkerült az elveszettnek hitt Krisztus Pilátus előtt című festmény. 1995-ben a magyar kormány Pro Cultura Hungarica díjjal ismerte el érdemeiért.
Évtizedeken át tagja volt a torontói Árpád-házi Szent Erzsébet Római Katolikus Plébánia közösségének; az Egyházközségi Tanács elnökévé is megválasztották.

## Művei
- Adatok az eklampsiás szülések kérdéséhez 10 év, 10.304 szülésének 55 eklampsiás esetéből. Selmeci Ernővel, Szokol Józseffel. (Orvosi Hetilap, 1948, 51.)
- Veleszületett, diffus arterio-venosus összeköttetés csecsemőn. Fonó Renée-vel. (Orvosi Hetilap, 1952, 33.)
- Congenitalis familiaris methaetnoglobinaemta. Fonó Renée-vel és Robicsek Ferenccel. (Orvosi Hetilap, 1953, 22.)
- Erythrocyta vizsgálatok morbus coeruleusnál. (Orvosi Hetilap, 1953, 27.)
- A meningitis tuberculosa antibiotikus kezelése. Petényi Gézával, Fonó Renée-vel, Tóth Pállal. (Orvosi Hetilap, 1954, 19.)
- A serum penicillin szintje per os adott penicillin (oracillin) esetén. (Orvosi Hetilap, 1955, 10.)
- An unusual cookbook. Toronto, 2021

## Díjai, elismerései
- Pro Cultura Hungarica (1995)
- Magyar Érdemrend középkeresztje (2017)